# Gapit
Gapit is een bestuurslaag in het regentschap Sumbawa van de provincie West-Nusa Tenggara, Indonesië. Gapit telt 2202 inwoners (volkstelling 2010).